# Medusaceratop
El medusaceratop (Medusaceratops, "cara de Medusa banyuda") és un gènere de dinosaure ceratop que va viure al Cretaci superior en el que actualment és Montana. Les seves restes fòssils s'han recuperat de la formació de Judith River, que data de fa 77,5 milions d'anys.
S'ha donat certa confusió amb el nom "Medusaceratops" i el ceratòpsid albertaceratop, un centrosaurí trobat a Alberta. El nom "Medusaceratops" fou donat pel paleontòleg canadenc Michael J. Ryan del Museu d'Història Natural de Cleveland l'any 2003 a la seva tesi; aquests fòssils foren confossos amb els de l'albertaceratop, un ceratop centrosaurí no emparentat d'Alberta que es descrigué l'any 2007. Més tard, Ryan es va adonar que almenys alguns dels fòssils de "Medusaceratop" no pertanyien a l'albertaceratop. L'any 2010, Medusaceratops fou formalment descrit. L'espècie tipus és M. lokii.